# Trapezites lutea
The Rare White Spot Skipper (Trapezites lutea) là một loài bướm ngày thuộc họ Bướm nhảy. Loài này có ở New South Wales, Victoria, Nam Úc và Tasmania.
Sải cánh dài khoảng 30 mm.
Ấu trùng ăn Lomandra confertifolia, Lomandra densiflora, Lomandra filiformis, Lomandra longifolia và Lomandra multiflora.

## Phụ loài
- Trapezites lutea lutea (On the slopes of vùng núi của New South Wales, Victoria, Nam Úc)
- Trapezites lutea glaucus (Tasmania)